# براد وينشستر
براد وينشستر (بالإنجليزية: Brad Winchester)‏ هو لاعب هوكي الجليد أمريكي، ولد في 1 مارس 1981 في ماديسون في الولايات المتحدة.

## وصلات خارجية
- براد وينشستر على موقع دوري الهوكي الوطني (الإنجليزية)
- براد وينشستر على موقع EliteProspects.com (الإنجليزية)
- براد وينشستر على موقع HockeyDB.com (الإنجليزية)
- براد وينشستر على موقع Hockey-Reference.com (الإنجليزية)